# Bellur, Alur
Bellur là một làng thuộc tehsil Alur, huyện Hassan, bang Karnataka, Ấn Độ.